# Praemordella
Praemordella is een geslacht van kevers uit de familie spartelkevers (Mordellidae).
Het geslacht is voor het eerst wetenschappelijk beschreven in 1929 door Shchegoleva-Barovskaya.

## Soorten
Het geslacht omvat de volgende soort:
- Praemordella martynovi Shchegoleva-Barovskaja, 1929